# ناحیه یانوش‌هالما
ناحیهٔ یانوش‌هالما (به مجاری: Jánoshalmai járás) یک ناحیه در مجارستان است که در باچ-کیش‌کون واقع شده‌است و ۴۳۹٫۰۳ کیلومتر مربع مساحت و ۱۷٬۳۴۱ نفر جمعیت دارد.